# Лощиновское сельское поселение
Лощи́новское се́льское поселе́ние — бывшее муниципальное образование в составе Урюпинского района Волгоградской области.
Административный центр — хутор Лощиновский.

## История
Лощиновское сельское поселение образовано 30 марта 2005 года в соответствии с Законом Волгоградской области № 1037-ОД.
Лощиновское сельское поселение упразднено 26 апреля 2019 года и включено в Искринское сельское поселение в соответствии с законом Волгоградской области № 38-ОД

## Население
| 2010 | 2012 | 2013 | 2014 | 2015 | 2016 | 2017 |
| ---- | ---- | ---- | ---- | ---- | ---- | ---- |
| 547  | ↘536 | ↘526 | ↘513 | ↘501 | ↘480 | ↘470 |
| 2018 | 2019 |      |      |      |      |      |
| ↘465 | ↘458 |      |      |      |      |      |

## Состав сельского поселения
| № | Населённый пункт | Тип населённого пункта        | Население |
| - | ---------------- | ----------------------------- | --------- |
| 1 | Лощиновский      | хутор, административный центр | 432       |
| 2 | Розовский        | хутор                         | ↘31       |
| 3 | Троицкий         | хутор                         | 0         |
| 4 | Украинский       | хутор                         | 55        |